# Axel Ankarcrona
Axel Oscar Ankarcrona, född 25 april 1828 på Boserup i Risekatslösa socken, död 23 november 1908 i Kristianstad, var en svensk militär.
Axel Ankarcrona var son till kammarherre Theodor Wilhelm Ankarcrona och friherrinnan Charlotta Sture. Han blev kadett vid Krigsakademien på Karlberg 1842 och utexaminerades 1847. Ankarcrona blev samma år underlöjtnant vid Vendes artilleriregemente, löjtnant vid regementet 1858, kapten 1860, major 1872 och överstelöjtnant 1882. År 1883 blev han överste och chef för regementet. Han erhöll avsked som regementschef 1891 med tillstånd att kvarstå som överste i armén, varifrån han erhöll avsked 1896. 
Ankarcrona blev riddare av Dannebrogorden 1860, riddare av fjärde klass av Preussiska Röda örns orden samma år, riddare av Sankt Olavs orden 1867, riddare av Svärdsorden 1869, riddare av Italienska kronorden 1870, riddare av Sankt Annas ordens andra klass 1884 samt kommendör av Svärdsordens första klass 1889.